# Ayreon
Erion (Ayreon) je projekat holandskog kompozitora i muzičara Arjena Entonija Lukasena.
Arjenov muzički stil vuče korene iz hevi metala i progresivnog roka, ali ih on kombinuje sa elementima folka, klasične i elektronske muzike da bi dobio proizvod koji neki zovu "potpuno novi stil muzike". Većina Arjenovih albuma nosi naziv "rok opera", zbog činjenice da albumi sadrže složene priče, sa velikim brojem likova koje tumače različiti pevači, kao u operi. 
Erionovu muziku karakteriše primena tradicionalnih instrumenata rok muzike: električna gitara, bas gitara, bubnjevi, klavijature, električne orgulje, zajedno sa instrumentima bližim folk i klasičnoj muzici: mandolina, violina, viola, violončelo, flauta, sitar i didžeridu (didgeridoo). Lukasen piše muziku i tekstove, peva i svira instrumente na svim svojim albumima, pored mnogih gostujućih muzičara. Na većini dosadašnjih albuma bubnjeve je svirao Ed Vorbi, jedini stalni član grupe, pored samog Lukasena.

## Istorijat
Prvi CD pod imenom Erion je objavljen sa naslovom The Final Experiment. To je priča o Britancu iz 6. veka, proroku Erionu. Budući da je slep od rođenja, Erion ima natprirodne sposobnosti koje mu omogućavaju da čuje poruke, koje mu, unazad kroz vreme, šalju naučnici iz 2084. godine, doba kada je čovečanstvo na rubu uništenja u poslednjem Velikom ratu. Na albumu učestvuje 13 pevača i 7 instrumentalista, većinom Holanđana. Za album The Final Experiment se često kaže da je prva metal opera, ili delo koje je oživelo žanr rok opere.
Actual Fantasy iz 1996 je jedini album Eriona bez obuhvatne priče. Sa svojim individualnim fantastičnim pričama može se smatrati konceptualnim albumom. Na ovom albumu učestvuju samo tri pevača i tri instrumentaliste. Ideje upotrebljene za pesme ovog izdanja se mogu videti u kasnijim Arjenovim radovima, posebno na dva albuma Universal Migrator.
Nakon Actual Fantasy, sledio je Into The Electric Castle. Ovaj dvostruki album je priča o osam ljudi iz različitih epoha čovečanstva, zarobljenih na čudnom "mestu bez vremena i prostora". Tamo im se obraća misteriozni glas, vodeći ih na njihovom opasnom pohodu kroz Električni zamak, ka njihovom vremenu. Ova priča je iskazana u stilu psihodeličnog roka, od strane osam pevača, koji igraju uloge pojedinih likova ove drame, uz podršku jedanaest instrumentalista. Piter Daltri je napisao i odigrao ulogu naratora, misterioznog vanzemaljca zvanog Forever Of The Stars.
Dvostruki album The Universal Migrator iz 2000. prati naučno-fantastičnu priču poslednjeg živog čoveka, koji živi u koloniji na Marsu. U priči sa prvog CDa (Universal Migrator Part 1: The Dream Sequencer), on počinje put unazad kroz vreme ka sećanjima različitih ljudi u istoriji čovečanstva (sećanja koja je verovatno proživeo u prošlim životima), uz pomoć naprave zvane Sekvencer snova (Dream Sequencer). Ovaj deo albuma karakteriše lagan, atmosferski progresivni rok. Kasnije, u drugom delu, rađenom u nešto "tvrđem" stilu (Universal Migrator Part 2: Flight Of The Migrator), on se "pre-inkarniše" još dalje, sve do Velikog praska i stvaranja Kosmosa. Opet ova dva albuma ugošćuju desetak pevača, podržanih brojnim instrumentalistima. Jedan od gostiju je i Brus Dikinson iz sastava Ajron Mejden, koji se pojavljuje u drugom delu (Flight Of The Migrator).
Sledeće izdanje Eriona je The Human Equation, objavljeno 2004. godine. Kao i na Into The Electric Castle, i ovde ima više pevača, i svako od njih igra neku ulogu. Sa projektom The Human Equation, Erion napušta uobičajeni koncept naučne fantastike i gradi priču koja se događa u umu komatoznog čoveka koji leži u bolnici nakon bizarne automobilske nesreće. Njegova osećanja ostaju personifikovana i počinju da ga vode kroz razne događaje iz njegovog života. Uprkos naizgled, polu-normalnoj psihološkoj temi, Arjen je rekao u intervjuu na pratećem DVDu, da je "na kraju albuma namerno uništio sve" što ima veze sa normalnošću. 
U septembru 2006, kada je završio gradnju novog studija, Arjen je počeo sa radom na novom Erion CDu. Novi projekat je završen krajem 2007. godine i objavljen 28. januara 2008. pod imenom 01011001 (binarni zapis broja 89), što u ASCII kodu označava slovo Y. Priča se vrti oko zbivanja na planeti Y, rasi Forever Of The Stars, njihovom pokušaju zasejavanja života na drugom svetu, Zemlji, zarad sopstvenog opstanka, i konačnom neuspehu. Ovo delo zaokružuje priču predstavljenu u prethodnim albumima Eriona. Kao i ostali projekti, i ovaj je ugostio veliki broj izvođača, 17 pevača (uključujući i Arjena Lukasena) i 10 instrumentalista.

## Koncept
Erionov koncept je kontinualan, prožimajući sa labavim vezama između svakog od albuma. The Final Experiment aludira na događaje koji su doveli do zbivanja opisanih na albumu The Universal Migrator (čovek koji koristi Sekvencer snova u jednom trenutku, čak, proživljava sećanja proroka Eriona). Unutar knjižice (booklet) koja prati CD The Universal Migrator, na strani na kojoj se nalazi tekst pesme "Out Of The White Hole" (posebno dela koji se zove "Planet Y"), na pozadini je naslikan Električni Zamak, aludirajući na poreklo vanzemaljca Forever Of The Stars, koji obitava u Zamku. Takođe, Arjenove beleške na početku albuma nagoveštavaju mogućnost da je osoba koja koristi Sekvencer snova zapravo Futureman (iz projekta Into The Electric Castle).
Nema mnogo indikacija o vezi između Into The Electric Castle i Human Equation, osim u delu kada Forever of the Stars koristi Sekvencer snova da pokrene program zvani Human Equation. Zajedno sa eksperimentom vremenske telepatije, Erionovim povratkom i planetom Y, može se reći da je Forever of the Stars pokrenuo eksperiment nakon prijema Erionove poruke, ali nije bio u mogućnosti da razume koji deo prošlosti je krenuo naopako. Nakon toga, eksperimentator se koleba i okreće ka potrazi za suštinom emocija.
Celokupnu prethodnu priču zaokružuje i obuhvata 01011001. Sve nejasnoće i pretpostavke prestaju sa ovim albumom. Rasa Forever Of The Stars, u pokušaju da vrati sopstvenu evoluciju malo unazad, ka vremenu u kojem nisu zavisili od mašina i kada su još imali osećanja, prebacuje svoju DNK na kometu koja je na putanji sudara sa planetom Zemljom, u nameri da "oplodi" tu planetu. Kometa, pogađa svoju metu, time zbrisavši dinosaure ("The Fifth Extinction"). Iz prenete DNK se postepeno razvijaju ljudi, koji proživljavaju sve ono što su Forever davno zaboravili. U nameri da ih učine otpornijim na bolesti i umna ograničenja, Forever ubrzavaju evoluciju ljudi . Nažalost, intelektualni i tehnološki razvoj čovečanstva ne prati i moralno napredovanje, pa tako nezrelo čovečanstvo pravi istu grešku koju su počinili njihovi pra-preci - postaje zavisno od mašina i sve više otuđeno. Kraj je neizbežan i opisan je kako na 01011001, tako i na The Final Experiment i Universal Migrator Part 1: The Dream Sequencer.

## Diskografija

### Albumi
- (1995)
- (1996)
- (1998)
- (2000)
- (2000)
- (2000)
- (2004)
- (reizdanje) (2004)
- (reizdanje) (2004)
- (2004) - remasterizovan
- (2005) - novi akustični bonus CD
- 01011001 (2008)
- (2013)
- (2017)

Omoti albuma Into the Electric Castle, Universal Migrator Part 1: The Dream Sequencer, The Human Equation, 01011001 i The Theory of Everything predstavljaju skenirane slike koje Arjenu, za potrebe izdavanja albuma, izrađuje belgijski slikar Džef Bertels. Svaka je inspirisana sadržajem odgovarajućeg albuma.

### Singlovi
- (1995)
- (1996)
- (2000)
- (2004)
- (2004)
- (2005)

## Spoljašnje veze
- Zvanični Ayreon Websajt